# Emilija Lazić
Emilija Lazić (în sârbă Емилија Лазић, născută pe 4 august 2000) este o handbalistă din Serbia care joacă pentru clubul românesc HC Zalău și echipa națională a Serbiei. Lazić evoluează pe postul de intermediar stânga.
Anterior, handbalista a mai jucat la ŽRK Kikinda și ŽRK Vojvodina Novi Sad.
Între 2017 și 2019 a făcut parte din echipele de junioare, tineret și senioare ale Serbiei, iar în 2021 a participat cu naționala de senioare la Campionatul Mondial din 2021.

## Palmares
- Cupa României:
  - Locul 3: 2021